# 小林仲次
小林 仲次（こばやし なかじ、1850年3月21日（元治元年3月1日）- 1944年（昭和19年）2月29日）は、明治から昭和前期の農業経営者、実業家、政治家。衆議院議員、愛知県宝飯郡御津村長。

## 経歴
三河国宝飯郡西方村（愛知県宝飯郡御津村、御津町を経て現豊川市御津町西方）で、小林仲三郎の長男として生まれた。御馬村の石黒須賀雄に学んだ。素封家・小林伝八郎の養子となり1883年（明治16年）家督を相続した。農業、金融業を営んだ。社会公共のため、御油海水浴場の開設、港湾修築、道路開削などに私財を提供した。
1884（明治17年）西方村戸長に就任した。山本三太郎の死去に伴い1897年（明治30年）3月に実施された第4回衆議院議員総選挙愛知県第10区補欠選挙で初当選し、その後、第9回、第12回総選挙でも再選され、衆議院議員に通算3期在任した。1806年（明治39年）御津村長に就任したが、分村問題で辞任した。

## 国政選挙歴
- 第3回衆議院議員総選挙（愛知県第10区、1894年3月、無所属）落選[8]
- 第4回衆議院議員総選挙（愛知県第10区、1894年9月、無所属）落選[9]
- 第4回衆議院議員総選挙補欠選挙（愛知県第10区、1897年3月）当選
- 第9回衆議院議員総選挙（愛知県郡部、1904年3月、立憲政友会）当選[10]
- 第12回衆議院議員総選挙（愛知県郡部、1915年3月、立憲同志会）当選[11]
- 第13回衆議院議員総選挙（愛知県郡部、1917年4月、憲政会）落選[12]